# Bruno Velani
Bruno Velani (Chieti, 10 agosto 1904 – Roma, 1987) è stato un ingegnere e dirigente d'azienda italiano, considerato tra le figure di maggiore spicco nella storia di Alitalia, compagnia aerea di bandiera italiana dal 1946 al 2021.

## Biografia
Nacque a Chieti il 10 agosto 1904 da Luigi Velani ed Elisa Sarcoli, e si laureò in ingegneria civile nel 1927, specializzandosi poi nel 1929 in ingegneria aeronautica presso la Regia scuola di ingegneria di Napoli. Entrò nel 1930 nel Registro aeronautico italiano con la qualità di ispettore, venendo assegnato alla sorveglianza tecnica degli aerei civili dell'idroscalo di Ostia e poi della scuola idrovolanti di Passignano sul Trasimeno.
Nel 1932 conseguì il brevetto di pilota e fu assunto dalla compagnia Nord Africa Aviazione, con sede a Bengasi nella Cirenaica italiana, dove operò come caporeparto tecnico e pilota e della quale divenne direttore generale fino all'assorbimento da parte della Società Aerea Mediterranea, di cui divenne direttore di rete per l'Europa orientale e trasferendosi prima a Venezia e poi a Roma, per poi trasferirsi nel 1936 nell'Africa Orientale Italiana, prima ad Asmara e poi a Addis Abeba, come direttore della rete dell'Ala Littoria.
Fu arruolato nel Corpo del genio aeronautico col grado di tenente, guadagnando due medaglie di bronzo al valor militare e venendo promosso a capitano per meriti di guerra. Fu congedato nel 1943.
Dopo il congedo divenne direttore generale di Ala Italiana per poi contribuire attivamente nel 1946 alla fondazione della Aerolinee Italiane Internazionali (ALII), controllata dall'Istituto per la ricostruzione industriale (IRI), della quale fu direttore tecnico e di esercizio, poi direttore generale, consigliere di amministrazione e infine amministratore delegato (1964-1969) e presidente (1968-1974). Sotto la sua guida la compagnia, che poi assunse il nome di Alitalia, assorbì gran parte dei servizi aerei italiani e divenne compagnia di bandiera. Nel 1963 di sua iniziativa si recò a New York con l'obiettivo di finanziare con 300 000 dollari il progetto di aereo supersonico in corso di sviluppo da parte di Boeing (il Boeing 2707, mai completato) con l'opzione di acquisto per tre velivoli; tale azione destò numerose polemiche sia nel mondo politico italiano, che Velani non avrebbe interpellato, che in quello industriale. Nel 1981 fu inoltre nominato dal Ministro dell'industria Giovanni Marcora commissario per la liquidazione di Itavia, carica ricoperta fino alla sua morte.
Per la sua attività è stato decorato come Grande ufficiale dell'Ordine al merito (1964) e come Cavaliere dell'Ordine al merito del lavoro (1965), ricoprendo inoltre la carica di presidente della Federazione Nazionale dei Cavalieri del Lavoro tra il 1973 e il 1981 e di membro del Comitato esecutivo dell'International Air Transport Association (IATA).
Morì a Roma nel 1987.